# Беатрис од Вермандоа
Беатрис од Вермандоа (880 − 931.) била је аристократа каролиншке династије, краљица јужне Франције, после њеног брака са Роберта I  и мајка Игоа Великог. 
Беатрис је била ћерка грофа Херберта I, а сестра грофа Херберта II и потомак је Карла Великог.
Удала се за Роберта I  који је 922. године постао краљ Француске.
Убрзо након његовог именовања за краља, тачније 15.јуна 923. године њен супруг гине у бици за Соасон. Након његове смрти круна је понуђена њиховом сину, војводи Игоу Великом, коју је он одбио.
Тачних информација о смрти Беатрис нема, али се зна да је умрла после марта 931. године.